# جيرديفكا
جيرديفكا (بالروسية: Жердевка) هي إحدى مدن روسيا في الكيان الفدرالي الروسي تامبوف أوبلاست.